# Benoît Gouin
Pour les articles homonymes, voir Gouin.
Benoît Gouin est un acteur québécois né le 27 janvier 1961 à Pointe-du-Lac (Québec).

## Filmographie

### Cinéma
- 1997 : L'Hypothèse rivale de Normand Bergeron
- 2002 : Québec-Montréal de Ricardo Trogi : Michel « Mike » Gauvin
- 2004 : Les Aimants de Yves P. Pelletier
- 2004 : Mémoires affectives de Francis Leclerc : Patrick Boivin
- 2007 : La Belle Empoisonneuse de Richard Jutras : Jacques Dupire
- 2008 : Le Déserteur de Simon Lavoie : Roger Vézina
- 2008 : La Ligne brisée de Louis Choquette : Fabien Michaud
- 2009 : J'ai tué ma mère de Xavier Dolan : Ghyslain Nadeau, directeur du pensionnat
- 2010 : La Dernière Fugue de Léa Pool : Bernard Lévesque
- 2010 : Jaloux de Patrick Demers : Jean Messier alias Ben
- 2013 : Sarah préfère la course de Chloé Robichaud : Richard
- 2013 : 1er Amour de Guillaume Sylvestre : François
- 2013 : Gabrielle de Louise Archambault : Laurent
- 2013 : Lac Mystère d'Érik Canuel : sergent John Paquette
- 2022 : Les Tricheurs de Louis Godbout : Hubert
- 2023 : Crépuscule pour un tueur de Raymond St-Jean : Claude Dubois[1]
- 2023 : Les Hommes de ma mère d'Anik Jean : Yves
- 2024 : Mlle Bottine d'Yan Lanouette Turgeon : Ménard

### Télévision
- 1993 : Les Grands Procès : Me Francœur
- 1995 : Les Aventures de la courte échelle : Pierre Legrand
- 1995 : Scoop IV : Marc Charland
- 1998 : La Part des anges : Jean Paradis
- 1998 : L'Ombre de l'épervier : Dr Rancourt
- 1999 : Histoires de filles : Jean-Marc Langlois
- 2000 : Le Monde de Charlotte : Gary Bergeron
- 2001 : La Vie, la vie : mari d'Ariane
- 2002 : Les Super Mamies : Louis Cloutier
- 2003 : Grande Ourse : Gilbert Thibodeau
- 2004 : Un monde à part : Gary Bergeron
- 2004 : La Vie rêvée de Mario Jean : Pierre Gagné
- 2004 : Fortier : Me Bilodeau
- 2005 : Au nom de la loi : Robert Duranleau
- 2008 :  Casino : Daniel Jaubert
- 2008 : René Lévesque - Le destin d'un chef : Camille Laurin
- 2008-2009 : Les Hauts et les Bas de Sophie Paquin : Jean-Luc Savard
- 2011 :  30 vies : Jérôme Pelletier
- 2012 : Destinées  : Thomas Leduc
- 2012 :  Apparences : Jean-Denis Desrosiers
- 2014 : Nouvelle Adresse : André Beaulieu
- 2014 : La Marraine : Richard Plamondon
- 2014 : Les Jeunes Loups : Richard Raymond
- 2015-2016 : Le Clan : Thomas Chamberland
- 2016 : Prémonitions : Jules Samson
- 2016 : Mirador : Sylvain Choquette
- 2016-2017 : Karl & Max : Flower
- 2016-2021 : L'Heure bleue : Bernard Boudrias
- 2019-2021 : La Faille : Jacques Larocque
- 2019 : Le Phoenix : Daniel
- 2023 : Larry : Larry Bergeron[2]

## Doublage
- 2012 :  Dos au mur (film, 2012) : Jack Dougherty (Edward Burns)

## Récompenses et nominations

### Nominations
- Nomination pour le Jutra du meilleur acteur de soutien en 2003 pour Québec-Montréal